# Niklaus Schiltknecht
Niklaus Schiltknecht (* 16. Dezember 1687 in Rüeggisberg; † 17. Januar 1735 in Bern) war ein Schweizer Architekt und Werkmeister am Berner Münster.

## Leben
Niklaus Schiltknecht war Sohn des Johann Schiltknecht, Pfarrer in Rüeggisberg, und der Anna Katharina Vulpius. Er war Zimmermeister und wurde 1718 Berner Steinwerkmeister. In der Folge entstanden unter seiner Leitung ein Wohnhaus an der Spitalgasse 29 und das Zunfthaus der Gesellschaft zu Kaufleuten an der Kramgasse in Bern. 1726 wurde er mit dem Bau der Heiliggeistkirche, seinem wichtigsten Werk, betraut. Ab 1728 bis zu seinem Tod war er Werkmeister am Berner Münster. Neben verschiedenen Restaurationen baute er den ersten Orgellettner mit Barockbögen für die neue, erste nachreformatorische Orgel. Der Lettner wurde 1859 durch einen in gotisierendem Stil ersetzt. 1730 baute Schiltknecht im Auftrag des Staates Bern das abgebrannte Schloss Sumiswald neu auf. Nach Plänen von Joseph Abeille entstand ab 1732 der Neubau des Burgerspitals zum Heiligen Geist. Als Werkmeister leitete Schiltknecht neben anderen Projekten bis zu seinem Tod im Januar 1735 die Bauarbeiten. Unter seinem Nachfolger Samuel Lutz wurde der Bau 1742 fertiggestellt.

## Würdigung
Vergeblich bewarb Niklaus Schiltknecht sich 1723 als gelernter Zimmermann um die Aufnahme in die Steinhauerzunft zum Affen, denn die im herkömmlichen Denken verhafteten Baumeister konnten sich noch nicht mit seinen weltoffenen Idealen befreunden.  Nach französischen Vorbildern aus dem Umkreis François Blondels oder nach palladianischen Theorien baute Niklaus Schiltknecht in präklassizistischem Stil bereits das Gesellschaftshaus zu Kaufleuten, eine nüchterne Form des bernischen Barock, die auch für die Heiliggeistkirche stilgebend wurde. Als einer der Ersten hat Schiltknecht den für Bern typischen Barockbaustil geprägt.

## Werke
- 1718–1720 Gesellschaftshaus zu Kaufleuten, Kramgasse 29, Bern
- 1718 Haus Spitalgasse 24, Bern
- 1726–1729 Heiliggeistkirche (Bern)
- 1728 Berner Münster, 1. Orgellettner und Restaurationen
- 1730 Schloss Sumiswald, Neubau nach Brandfall
- 1730 Stiftsgebäude Oberhofen, Schulhaus Schlossgasse 8[2]
- 1732–1735 Burgerspital Bern, Bauleitung
- 1732 Schloss Wildenstein (Veltheim), vier Gemächer erneuert
- 1732 Pfarrhaus Lauenen
- 1732 Pfrundscheune Blumenstein BE[3]
- 1734 Kirche Bleienbach, Neubau[4]
- 1734 Pfarrhaus Meiringen[5]